# Gillian Norris
Gllian Norris (Kilmacthomas, 29 dicembre 1978) è una danzatrice irlandese.
(Michael Flatley)
Campionessa nazionale di danza irlandese, è nota soprattutto per il ruolo di Morrighan, the Temptress, in Lord of the Dance e Feet of flames.

## Primi anni
Gillian Norris nel nasce nel 1978 a  Kilmacthomas, nella Contea di Waterford, ultima di sei figli di un carpentiere e tenore. Considerata spesso un maschiaccio da piccola, inizia a praticare danza fa dieci anni, presso la Higgins School of Irish Dance.

## Carriera
L'anno della svolta è il 1996 quando, presentatasi con Bernadette Flynn come ballerine di fila per partecipare a Lord of the Dance, vengono scelte per i due ruoli femminili principali. La Morrichan di Gillian Norris ha rappresentato da quel momento l'archetipo della bad girl nella danza celtica.

Dal 1998 al 2000 Gillian veste i panni di Morrighan anche in Feet of flames, che riprende la stessa storia e le stesse coreografie di Lord of the dance con l'aggiunta di altre che ampliano la trama e la rendono più gradevole e più comprensibile per lo spettatore. Di questo spettacolo si ricorda il concerto ad Hyde Park con il tutto esaurito.
Successivamente Gillian si unisce allo spettacolo  Ragus a Dublino. Poco tempo dopo abbandona la danza per aprire un centro benessere nella sua città natale 

## DVD
- 2000 - Lord of the dance spettacolo registrato a Dublino nel 1996
- 2001 - Feet of flames spettacolo registrato a Londra nel 1998